# Montes Secchi
Pour les articles homonymes, voir Secchi.

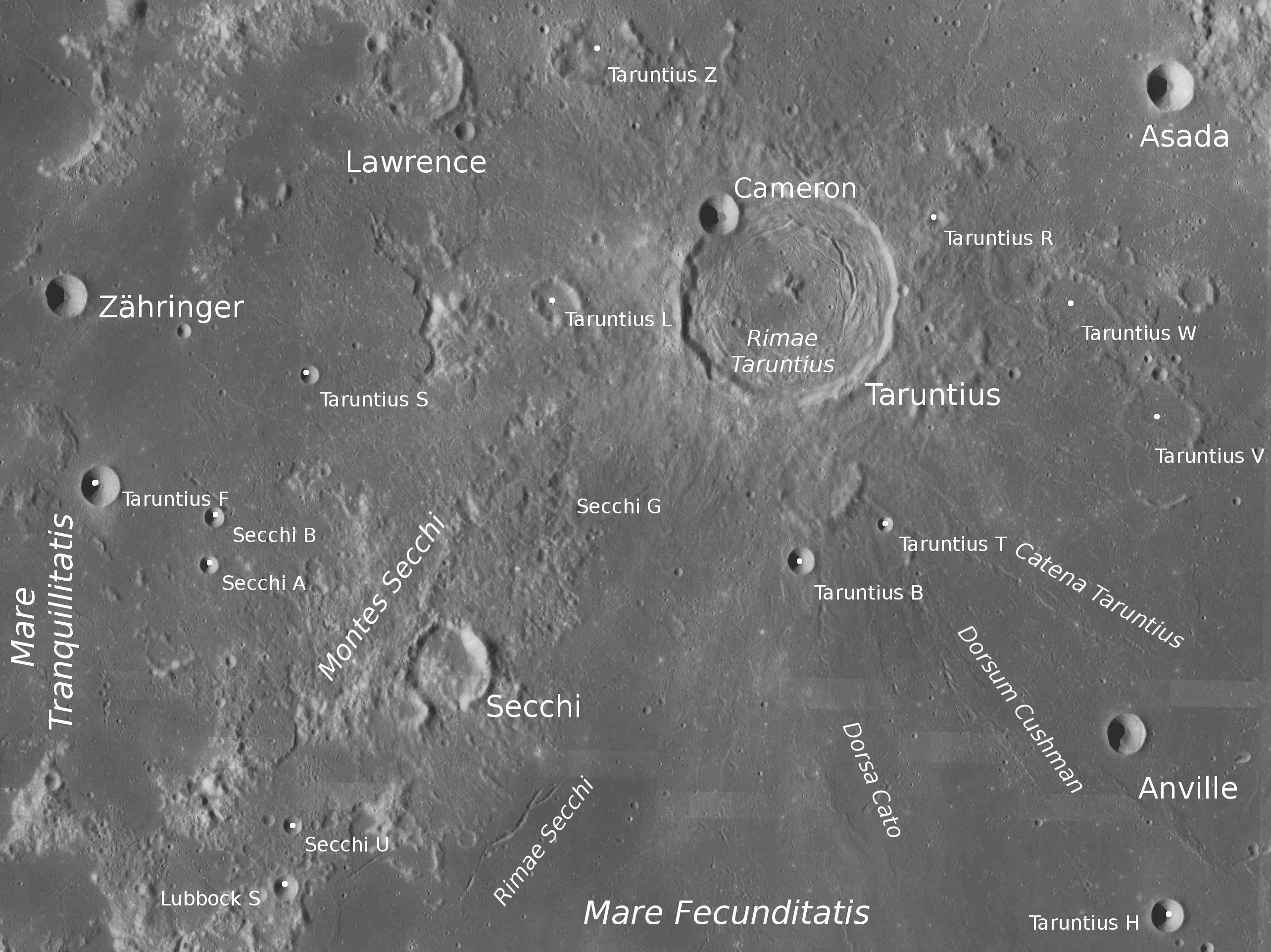
Vue des Monts Secchi.

Les Montes Secchi forment une chaîne de montagnes lunaires située entre la Mare Tranquillitatis à l'ouest et la Mare Fecunditatis à l'est. 
Ce massif montagneux doit son nom au cratère Secchi dont il est le point central. La chaîne s'étend du sud-ouest au nord-est vers le grand cratère Taruntius.
Les coordonnées sélénographiques sont 3, 43. Son diamètre est d'environ une cinquantaine de kilomètres.